# José Parisi
José Parisi (São Paulo, 6 de dezembro de 1917 –  São Paulo, 29 de dezembro de 1992) foi um ator e diretor de televisão brasileiro. Era pai do dublador José Parisi Júnior, também falecido.

## Biografia
Descendente de italianos, Parisi nasceu no bairro paulistano do Brás e começou a trabalhar na zona cerealista do Mercado Central. Jovem ainda, resolveu fazer um teste com Maria Della Costa para um papel na peça Depois da Queda, que faria grande sucesso. Era 1946, e Parisi logo foi contratado pelas Emissoras Associadas para trabalhar na Rádio Tupi.
Assim que a TV começou, seu porte físico lhe abriu as portas dos estúdios. Fez teleteatros, shows e até a primeira telenovela do Brasil, Sua Vida Me Pertence, ao lado de Wálter Forster e Vida Alves. Foi um dos ativos participantes da implantação da TV no Brasil.
Mas o papel que o lançou ao estrelato foi o do herói O Falcão Negro, um aventureiro medieval de capa-e-espada, lançado por Péricles Leal no Rio de Janeiro.  
Apesar do assédio feminino, José Parisi foi casado por 40 anos com dona Dirce, união que lhe deu dois filhos, um deles, José Parisi Júnior, também ator e dublador.
José Parisi foi o fundador e dono do estúdio de dublagem Parisi Vídeo (cofundado por seu filho, Júnior). Em 1991, com o falecimento de José Parisi, em 1992, Júnior que era diretor de produção e cofundador, assumiu o papel de seu pai, como proprietário e cofundador, até 2005, quando a empresa fechou.
José Parisi faleceu em 29 de dezembro de 1992, pouco mais de três semanas depois de seu aniversário de 75 anos.

## Filmografia

### Cinema
| Ano  | Título             | Papel  |
| ---- | ------------------ | ------ |
| 1976 | Chão Bruto         |        |
| 1965 | Vereda da Salvação | Manuel |
| 1957 | Uma Certa Lucrécia | Aragão |
| 1956 | O Sobrado          | Antero |
| 1955 | Não Matarás        |        |
| 1950 | Caiçara            |        |

### Televisão
| Ano       | Título |
| --------- | --- |
| 1986      | Mania de Querer |
| 1986      | Novo Amor |
| 1984      | Meus Filhos, Minha Vida |
| 1983      | Pecado de Amor |
| 1983      | Sombras do Passado |
| 1982      | A Leoa |
| 1982      | Destino |
| 1981      | Vento do Mar Aberto |
| 1978      | Salário Mínimo |
| 1976      | Tchan! A Grande Sacada |
| 1974      | Os Inocentes |
| 1973      | Rosa-dos-Ventos |
| 1972      | Signo da Esperança |
| 1971      | A Fábrica |
| 1970      | Simplesmente Maria |
| 1970      | As Bruxas |
| 1969      | Nenhum Homem É Deus |
| 1968      | Sozinho no Mundo |
| 1967      | Presídio de Mulheres |
| 1967      | Meu Filho, Minha Vida |
| 1967      | A Intrusa |
| 1966      | Os Irmãos Corsos |
| 1966      | A Inimiga |
| 1966      | Somos Todos Irmãos |
| 1965      | Ana Maria, Meu Amor |
| 1965      | Fatalidade também diretor |
| 1964      | O Direito de Nascer |
| 1964      | O Segredo de Laura |
| 1963      | Terror nas Trevas |
| 1952-1958 | TV de Vanguarda |
| 1958      | TV Teatro |
| 1958      | Casa de Bonecas - Peça de Henrik Ibsen, pela TV Tupi, no programa Grande Teatro Tupi, dirigida por Wanda Kosmo e contracenando com Laura Cardoso, Fernando Baleroni. |
| 1958      | TV de Comédia |
| 1957      | Os Três Mosqueteiros |
| 1956      | Pimpinela Escarlate |
| 1956      | Scaramouche |
| 1956      | O Cavaleiro de Pardaillan |
| 1956      | Conde de Monte Cristo |
| 1956      | Robin Hood |
| 1955      | Miguel Strogof |
| 1955      | Os Irmãos Corsos |
| 1954      | As Aventuras de Red Ringo |
| 1954      | O Falcão Negro |
| 1954      | Encruzilhada |
| 1953      | 48 Horas com Bibinha |
| 1952      | Rosas para o Meu Amor |
| 1951      | Sua Vida Me Pertence |